# الثورة الباتافية

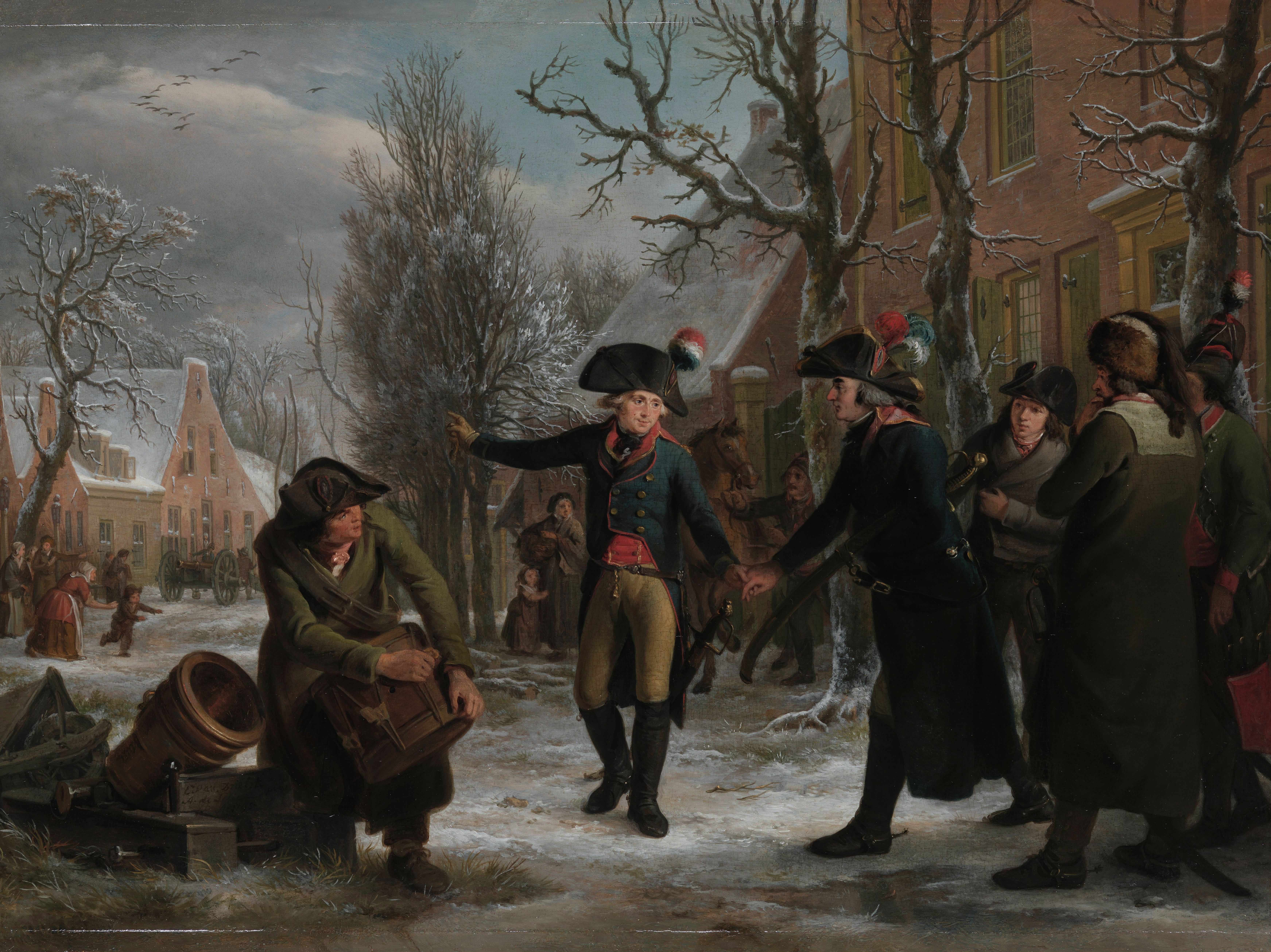
قوات الوطنيين، 18 يناير 1795.

الثورة الباتافية (بالهولندية: Bataafsche Revolutie) كانت اضطراباً سياسياً واجتماعياً وثقافياً في نهاية القرن ال18 التي ميزت نهاية الجمهورية الهولندية وشهدت إعلان الجمهورية الباتافية. ويشار إلى الفترة من التاريخ الهولندي التي تلت هذه الثورة على أنها «العصر الفرنسي الباتافي» (1795 و1813).

## خلفية
مع نهاية القرن الثامن عشر، وجدت هولندا نفسها وسط أزمة اقتصادية عميقة سببتها الحرب الإنجليزية الهولندية الرابعة المدمرة. خلال هذه الفترة، كانت بنوك الجمهورية الهولندية تحتفظ بمعظم رأس المال العالمي. كانت البنوك التي ترعاها الحكومة تمتلك ما يصل إلى 40% من الدين العام لبريطانيا العظمى. تزايد استياء شعب هولندا من النظام الاستبدادي للستاتهاودر فيليم الخامس. أدى تركيز الثروة هذا إلى قيام أحد الوطنيين الهولنديين غير البارزين يُدعى «جوان فان دير كابيلين توت دين بول» بتشكيل فصيل الوطنيين الهولنديين الساعي لتقويض سلطة الستاتهاودر (الحاكم العام أو أمين المدينة).
بالتالي تولد انقسام بين الأورانيين الذين أيدوا الستاتهاودر وبين الوطنيين الذين استلهموا من مُثُل التنوير ورغبوا بإقامة حكومة أكثر ديمقراطية ومجتمع أكثر مساواة. حشد الوطنيون الدعم من معظم الطبقة المتوسطة، وأسسوا ميليشيات (بالهولندية: Exercitiegenootschappen) من المدنيين المسلحين تمكنت بين عامي 1783 و1787 من السيطرة على عدة مدن ومناطق في محاولة لفرض انتخابات جديدة من شأنها خلع المسؤولين الحكوميين القدامى. أحكم فصيل الوطنيين قبضته على كونتية هولندا ومدينة أوترخت، في حين أن الأورانيين سيطروا على ولايتي خيلدرز ولوردية أوترخت (خارج عاصمتها).
في عام 1785، هرب الستاتهاودر فيليم الخامس من قصره غرب البلاد إلى نايميخن شرقًا، إذ أن ولايتي هولندا وغرب فريزلند لم تكونا على استعداد لإرسال قواتهما لمحاربة الوطنيين. في مايو 1787، هُزِمت قوات الستاتهاودر على يد ميليشيا أوترخت بالقرب من قرية فريسفاك. عندما أوقِفت الأميرة فيلهيلمينا من قبل الميليشيا الوطنية بالقرب من منشأة «خويانفيرفيلسلاش» الملاحية في 28 يونيو 1787، أرسلت طلب مساعدة إلى شقيقها فريدرش فيلهلم الثاني ملك بروسيا. في 13 سبتمبر عبَر الجيش البروسي الحدود بقوة تبلغ عشرين ألف جندي تحت قيادة كارل الثاني دوق براونشفايغ-فولفنبوتل. كانت قلعة فيانن مهجورة، وفتحت مدينة أوترخت بواباتها. تم تحضير استعدادات الدفاع عند قلعة فوردن، ولكن لم يوجد مقاومة فعلية لدى وصول البروسيين. في أمستردام، نُهب العديد من منازل الحكام الوطنيين على يد العصابات والرعاع. عاد الستاتهاودر إلى إسخرافن هاخ، واستسلمت أمستردام المدينة الصامدة الأخيرة في العاشر من أكتوبر.
واصل الوطنيون حثّ المواطنين على مقاومة الحكومة بتوزيع منشورات وإنشاء «نوادي الوطنيين» وتنظيم تظاهرات عامة. جاء رد الحكومة بنهب البلدات التي تمركزت فيها المعارضة. ذهب معظم الوطنيين إلى المنفى في فرنسا، في حين عزز الأورانيون قبضتهم على الحكومة الهولندية بشكل رئيسي من خلال المتقاعد الأكبر لورانس بيتر فان دي سبيخل.

## إعلان الجمهورية
الاستعادة كانت مؤقتة. بعد عامين فقط بدأت الثورة الفرنسية، التي تبنت العديد من الأفكار السياسية التي تبناها الوطنيون في ثورتهم. أيد الوطنيون الثورة بحماس، وعندما بدأت الجيوش الثورية الفرنسية بنشر الثورة، انضم إليها الوطنيون على أمل تحرير بلادهم من نير الاستبداد. وانضم الستاتهاودر إلى التحالف الأول المشؤوم بين البلدان في محاولتهم لإخضاع الجمهورية الفرنسية الأولى المناهضة بشكل مفاجئ للنمسا. سارت حرب التحالف الأول هذه على نحو مأساوي بالنسبة لقوات الستاتهاودر، وخلال شتاء عام 1794/1795 القاسي كان الجيش الفرنسي تحت قيادة الجنرال جان شارل بيشيغرو مصحوبًا بكتيبة هولندية تحت قيادة الجنرال هيرمان فيليم دايندلز يعبر الأنهار المتجمدة الكبرى التي كانت تحمي هولندا عادةً من الغزو. تمكن الفرنسيون بسرعة من تحطيم مقاومة قوات الستاتهاودر وحليفيه النمساوي والبريطاني مدعومين بحقيقة أن التوغل الفرنسي لاقى استحسان نسبة كبيرة من السكان الهولنديين وكثيرًا ما اعتبروه تحريرًا. اندلعت الثورة في العديد من المدن حتى قبل وصول الفرنسيين واستولت اللجان الثورية على حكومات المدن وأيضًا على الحكومة الوطنية (مؤقتًا). أُلغِيت مثلًا ولايتي هولندا وغرب فريزلند واستعيض عنهما بهيئة ممثلي شعب هولندا المؤقتة.

## التداعيات
انتهت ثورة الباتافية بإعلان الجمهورية الباتافية عام 1795. اضطر فيليم الخامس إلى الفرار إلى إنجلترا حيث أصدر رسائل كيو مدعيًا فيها أن جميع المستعمرات الهولندية ستقع تحت الحكم البريطاني بعدما أعلنوا الحرب على الجمهورية الباتافية. عدد من هذه المستعمرات مثل سريلانكا ومستعمرة كيب لم تعد أبدًا إلى الحكم الهولندي، رغم أن كيب قد عادت مؤقتًا بين عامي 1803 و 1806. أعقب ذلك عدة انقلابات عام 1798 و1801 و1805 التي أوصلت بدورها مجموعات مختلفة من الوطنيين إلى السلطة. رغم أن الفرنسيين قدموا أنفسهم كمحررين، بيد أنهم قد تصرفوا كغزاة. شهدت الجمهورية الباتافية نهايتها عام 1806 عندما تأسست مملكة هولندا، مع تعيين شقيق نابليون -لويس بونابرت- ملكً لهولندا. في عام 1810، ضُمت المنطقة إلى الإمبراطورية الفرنسية الأولى. في عام 1813، استعادت هولندا استقلالها، مع تعيين فيلم الأول ابن فيليم الخامس كأمير حاكم.